# Canarionesticus quadridentatus
Canarionesticus quadridentatus es una especie de arañas araneomorfas de la familia Nesticidae.

## Distribución geográfica
Es endémica de Tenerife, en las islas Canarias (España).